# 乙武洋匡
乙武 洋匡（おとたけ ひろただ、1976年〈昭和51年〉4月6日 - ）は、日本の作家、タレント、政治活動家、YouTuber。政治団体「ファーストの会」副代表、地域政党「都民ファーストの会」顧問。
NPO法人グリーンバード新宿代表や東京都教育委員会所属の教職員を務めた。身長106cm、体重40kg。先天性四肢欠損症という障害があり、移動時は常に電動車椅子を使用している。

## 来歴・人物

### 生い立ち
東京都江戸川区西葛西に生まれ、4歳まで育つ。父親は建築家である。父方の祖父は香川県綾歌郡綾川町出身で、首都圏では珍しい乙武姓は同町に20軒ほど存在する。
4歳から16歳まで世田谷区用賀で育つ。世田谷区立用賀小学校、世田谷区立用賀中学校、東京都立戸山高等学校卒業。
小学生時代に近視となって眼鏡をかけ始め、それ以降はずっと眼鏡をかけるようになった。

### 『五体不満足』

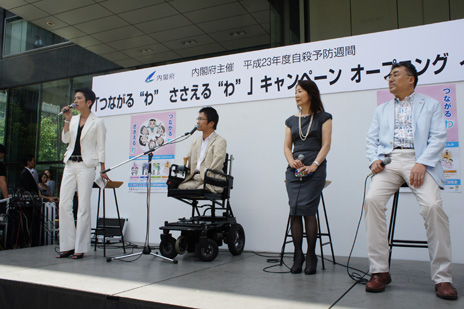
左から蓮舫、乙武洋匡、音無美紀子、大塚俊弘。2011年撮影。なお、蓮舫とはのちに2022年の参院選東京都選挙区で争うこととなった。

早稲田大学政治経済学部経済学科在学中に早稲田のまちづくり活動に参加。このまちづくり活動を取材したNHKの番組出演がきっかけで、障害者としての生活体験をつづった『五体不満足』を1998年10月に刊行。単行本の表紙には電動車いすに乗り移動する乙武の写真が用いられた。「障害は不便です。しかし、不幸ではありません」と言い切る新鮮なメッセージが読者の心をつかみ（これは三重苦のヘレン・ケラーの言葉である。また帯には「感動は求めません。参考にして欲しい」とも）、文体の読みやすさもあり大ベストセラーとなった。
印税額は6億円で、「これでカラオケ心置きなく、延長できるな」と思ったという。1999年の文化人部門で納税額2億3731万円で4位に入った。教科書にも掲載された。『五体不満足』は、当初出版社内では担当編集者以外、誰も売れるとは思っていなかったと言われ、結果的には初版6000部・発売から1年で刷部数は417万部に達した。2019年には600万部に達しており、一般書籍の部数記録としては2006年8月現在で日本第3位の記録を持っている（出版科学研究所調べ）。
また学生時代から、報道番組にサブキャスターとして出演。2000年2月に都民文化栄誉章を受賞。
2000年の大学卒業後は、スポーツライター、2005年には新宿区の非常勤職員として「子どもの生き方パートナー」に就任。また同年より小学校教諭免許状を取得するために、明星大学通信教育課程人文学部へ学士入学し、教員の道への足がかりとした。教員免許状取得を思い立ったのは、以前からの教育への関心に加え、長崎男児誘拐殺人事件などをきっかけに、子どもの人格形成に大人がどのような責任を負っているか問題意識を抱いたため。小学校での4週間の教育実習を行い、2007年2月に小学校教諭二種免許状を取得。同年4月より、2010年3月31日まで杉並区の任期つき講師として杉並区立杉並第四小学校に勤務。合宿の際は児童と共に入浴したりトイレの手助けを受けたとも語った。2010年に「まちの保育園 小竹向原」を創設した。
2001年3月に一般人女性と結婚。2008年1月3日に第1子（長男）、2010年7月9日に第2子（次男）、2015年3月には第3子（長女）が誕生した。
2010年、まちの保育園・まちのこども園を運営するナチュラルスマイルジャパン株式会社を松本理寿輝らと共に設立。以後6か所の園を開園し運営している。
2011年4月よりロックバンド「COWPERKING」のボーカル「ZETTO」としても活動している。
2013年3月8日、東京都教育委員に就任するも、2015年12月31日で途中辞任。
2013年5月に、予約した銀座の隠れ家的イタリアンレストランへ女性と2人で向かうも、エレベーターが使えなかったり、事前連絡がなくレストランの人手が足りないなどで店長に介助を断られ、入店できなかった。連れの女性が泣き出し、それを見て興奮した本人は「車いすだからと入店拒否された」と店名を実名で60万人以上のフォロワーがいる状況でツイートした。店は多数の無言電話で営業妨害を受けた。その後、自身は店名公表などについて「当時はほとんど心神喪失状態にあった」と12月に釈明した。なお、英国の車いす団体ホイール・パワーのマーティン・マクエルハトンは、本件のコメントを求められ、介助の訓練を受けたスタッフがいない場合、車いすの障害者への対応は極めて困難とし、介助の訓練を受けていない人が運搬中に障害者を落とせば、訴訟沙汰になる恐れもある。ツイッターのフォロワーが60万人もいるなら、バリアフリーを社会的な重要人物に求めることもできたし、自分なら介助に慣れた友人と一緒に行ったと返答している。
2014年4月、ボランティア団体・グリーンバード新宿を発足させ代表に就任する。同年7月、この団体のポスターが区内の掲示板から撤去される事態に。自身の新宿区長選挙への事前PRと捉えた区民から苦情が寄せられたことが原因である。
福島県双葉郡広野町に2015年に開校した県立中高一貫校の「ふたば未来学園中学校・高等学校」の「応援団」に就任した。
2015年4月、政策研究大学院大学へ進学し、2016年に政策研究科を修了（修士）。
2022年5月、東京都新宿区の新国立競技場で義足を装着して117メートルを歩いた。これは、2018年SONY製のロボット義足で歩行を目指す「OTOTAKEPROJECT」を実施したものであった。新国立競技場利用は一般貸出開始の利用料や諸費用をクラウドファンディングで募り、最終的には目標額の596万余の支援金が423人から集まった。

### 不倫騒動と参院選出馬辞退
2016年3月8日、自民党が7月の参議院議員選挙での乙武の擁立に向け、最終調整していることが、報道により明らかになった。同党は東京都選挙区か比例代表での出馬を求めており、乙武も出馬に意欲を示した。
同年3月23日、『週刊新潮』の電子版は、乙武が過去を含め5人の女性と不倫していたことを認めたと報じた。2015年末にチュニジア、パリ旅行に20代後半の女性を同伴しダミーとして1名の男性を同行させていたとされる。一旦は否定したものの、その後、自身の公式サイトで事実を認め、妻とともに謝罪した。
同月30日、自民党が乙武の擁立を見送ったことが明らかとなった。
4月5日、乙武は自身の誕生日パーティー（会費1万円）において再度謝罪した。出馬検討の際に民主党、日本を元気にする会の幹部にも面会していたことが明らかにされた。日本を元気にする会の松田公太は自身のブログで乙武が署名した誓約書の存在を明らかにした。
なお、ダミーとして旅行に同伴した男性は、「筆談ホステス」として知られる当時東京都北区議会議員斉藤里恵の秘書を務めていたが引き抜きにあった。斉藤は乙武より連絡は貰ったことがないが、出馬取り消しについてこのようなことになり残念とコメントした。
別居に至り、その理由が週の半分以上不在だった夫が常駐することで妻の負担が増大し、3人の子供の世話と家事に加えて、夫の風呂、トイレ、着替えで困憊したことによるもので、それまでは不倫外出に助けられていたとの報道もなされた。また本人から連絡を受けた神田うのも別居理由についてテレビで同じ理由を挙げている。なお、妻は負担を減らすための家政婦、ベビーシッター、介助者を頼む提案を拒否したと本人は語っている。同年9月14日、協議離婚が成立した。
2017年、世界37か国を車いすでめぐる放浪の旅へ。帰国後、世界のマイノリティと出会い、感じたことをまとめた著書『ただいま、日本』を出版。
2019年、パラスポーツの取材に力を入れる傍ら、自身も最新鋭の技術を搭載した義足を用いて歩行に挑戦する『OTOTAKE PROJECT』に取り組む。ソニーコンピュータサイエンス研究所の遠藤謙氏が中心に行ってきたロボット技術を用いた義足を今回の挑戦に使用。義足プロジェクトの全容を追った『四肢奮迅』を出版している。このプロジェクトにて2021年には50m、2022年には117mの歩行に成功している。
2020年、『AbemaPrime（アベマプライム）』の金曜日の番組MCとして、アジア圏で最も権威のあるテレビ賞「24th asian TELEVISION AWARDS（アジア・テレビジョン・アワード）」の「ニュースキャスター部門」にノミネート。
同年、元サッカー日本代表・本田圭佑が東京都に立ち上げた社会人サッカーチーム「One Tokyo（現・EDO ALL UNITED）」のGMに就任。監督は武井壮。

### 2022年参議院議員選挙
2022年5月19日、自身のYoutubeチャンネルで、第26回参議院議員通常選挙において、東京都選挙区から無所属で立候補することを表明した。
6月19日に開いた制作発表イベントには、西村博之が参加し、公示後の応援演説には堀江貴文が駆けつけた。
7月10日の投開票の結果、改選数6人に対し立候補34人中9位で落選した。

### 2023年4月江東区長選挙
2023年4月8日、元衆議院議員の木村弥生が江東区長選挙に向けた選挙事務所を開設。乙武はこの日の事務所開きに出席し、街頭演説に参加し、木村のYouTubeチャンネルに応援メッセージを送るなど、積極的に支援した。
木村は4月23日執行の区長選で自民党推薦の山﨑一輝ら3候補を破り、初当選を果たした。
その後、公職選挙法違反の疑いにより家宅捜索を受けた木村は、同年11月15日に区長を辞職した。

### 2024年衆議院議員補欠選挙

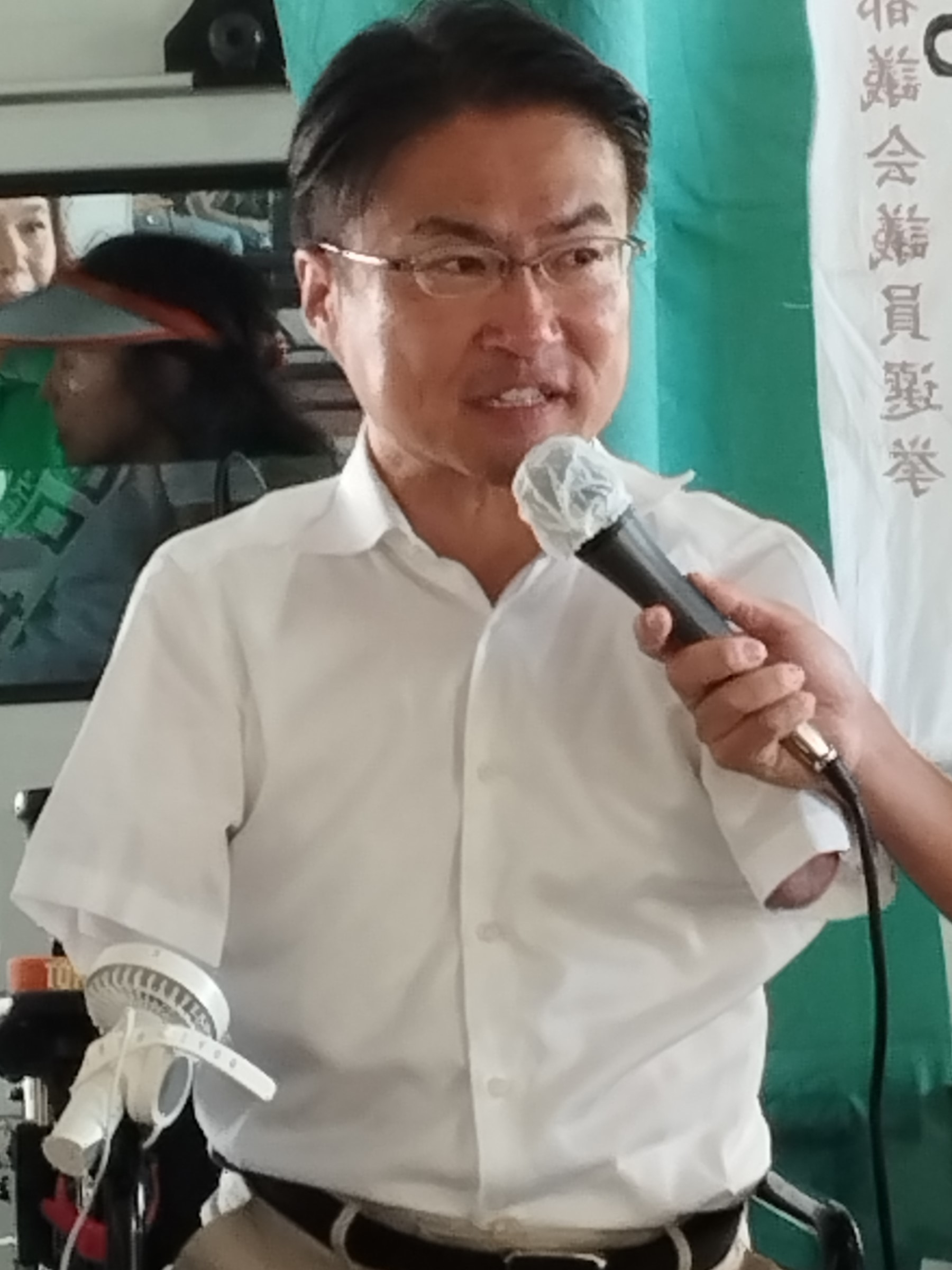
都民ファーストの会の副代表として街頭演説する乙武。

2023年12月28日、東京地検特捜部は、4月の区長選で木村弥生を支援した東京15区選出の柿沢未途衆議院議員を公職選挙法違反（買収）などの疑いでを逮捕した。同選挙区の補欠選挙が4月28日に行われる可能性が高くなると、2024年1月から東京都知事の小池百合子の衆院選出馬の観測が流れ始めた。
2024年3月28日、東京新聞朝刊に自民党都連最高顧問の深谷隆司の談話が掲載される。「小池氏は東京15区補選に出るか出ないか、どちらの可能性が高いと思うか」との質問に対し、深谷は「半々だ。国政の舞台に立ちたいというのが本音だろう」と答えた。同日、小池は突然「うち（注・都民ファーストの会）は乙武さんでいきますから」と主だった関係者に直接電話した。自民党幹部にも乙武の擁立を内々に伝達した。乙武は、小池が都民ファーストの会の国政進出を目指して設立した「ファーストの会」の副代表に同日付で就任した。
3月29日、都民ファーストの会が乙武を擁立する方針を固めたことが報道により明らかとなった。政治資金パーティーの裏金問題の逆風の中で、自民党は候補者擁立もままならない状態だったが、選挙に強い小池が知名度の高い乙武を候補に立てるという「助け舟」に飛びついた。党都連会長の萩生田光一が乙武推薦を画策し、4月2日には党幹事長の茂木敏充がその方針を記者団に伝えた。
4月3日、自民党江東総支部は江東区役所で会合を開催。総支部長の山﨑一輝が党本部の乙武推薦の方針を伝えると、異議が続出し、「区長選で木村弥生を支援した側の人間には乗れない」などの声が上がった。また、自民党都連幹部は、乙武が2016年に参院選出馬断念に追い込まれた不倫騒動に触れ、「乙武氏を支援することは、普通の自民党員だったらありえない」と語った。
4月8日、乙武は記者会見し、正式に東京15区の補欠選挙への無所属での立候補を表明した。裏金問題に関する悪評を懸念した乙武は出馬会見で、「現時点では私自身から（注・各政党に）推薦依頼を出している事実はない」と発言した。
4月9日、公明党の山口那津男代表は会見で、「（乙武が）公明に推薦を求めてきていない」と、乙武への推薦に慎重姿勢を崩さなかった。公明は小池とは都政で友好関係を築ていたが、公明の支持母体である創価学会の女性部が女性問題に厳しく、乙武の過去の不倫騒動により、乙武への推薦は女性部を中心に反発が強かった。
同日、小池と選挙協力を進めてきた国民民主党は、自民党との相乗りは想定できないと玉木代表が記者会見で発言した。国民民主党は2月の段階で、高橋茉莉を擁立したものの、その後「法令違反の恐れがある事実が確認された」として、党の公認内定を取り消していた。
4月11日、乙武は記者団の取材に対し、自民党に推薦依頼を出すつもりはないとの考えを示した。
4月12日、自民党の小渕優子選対委員長は10日前の茂木の発言を覆し、乙武の推薦を見送るとのコメントを発表した。理由として、乙武本人から推薦要請がないこと、選挙区である江東区の支部から推薦を出さないよう要望が上がっていることなどを挙げた。自民党の推薦見送りを受け、同日、国民民主党は乙武を推薦すると発表した。
12日間の選挙戦のうち、乙武の応援には小池が9日間も入り、演説や選挙カーへの同乗を繰り返すなど、「前例のない支援体制」（小池の周辺）が取られた。乙武を推薦した国民民主党もまた、小池と歩調を合わせ、「公認並み」（玉木代表）の支援を行った。他方、都内での街頭演説では、つばさの党による乙武の過去の不倫騒動が蒸し返され、群衆からの「5股不倫」「50人不倫」との拡声器を使ったヤジに対し、乙武は「5股ではない。15年間の結婚生活で5人と（不倫した）ということで、5人同時ということではない」として批判の前提条件すら違うと反論した。
4月28日に投開票が行われ、乙武は5位で落選した。落選後、乙武は江東区の事務所内で敗戦の弁を述べたが、小池がそこに姿を見せることはなかった。乙武が惨敗したことで、小池の側近は「（小池の都知事再選に向けて）一番恐れていた流れになってしまった」と語っている。また、乙武を推薦した国民民主党は、玉木が「（小池らとの）心合わせがより進んだ」と今後の連携に意欲を示したものの、党内からは「親小池」路線の見直しを求める声も上がった。
2024年11月25日、都民ファーストの会の顧問に就任。「ファーストの会」の副代表も引き続き兼任するとしている。

## 政策・主張

### 憲法
- 憲法改正について、2022年のNHK、毎日新聞社のアンケートで「賛成」と回答[73][74]。
- 9条改憲について、2022年の毎日新聞社のアンケートで「反対」と回答[74]。9条への自衛隊の明記について、2022年のNHKのアンケートで「反対」と回答[73]。
- 憲法を改正し緊急事態条項を設けることについて、2022年のNHK、東京新聞のアンケートで「賛成」と回答[73][75]。

### 外交・安全保障
- 敵基地攻撃能力を持つことについて、2022年のNHKのアンケートで「どちらかと言えば賛成」と回答[73]。同年の毎日新聞社のアンケートで「賛成」と回答[74]。
- 普天間基地の辺野古移設について、2022年の毎日新聞社のアンケートで「どちらかと言えば賛成」と回答[74]。
- 非核三原則についてどう考えるかとの問いに対し、2022年のNHKのアンケートで「維持すべき」と回答[73]。
- ロシアは2022年2月24日、ウクライナへの全面的な軍事侵攻を開始した[76]。日本政府が行ったロシアに対する制裁措置についてどう考えるかとの問いに対し、2022年のNHKのアンケートで「さらに強めるべきだ」と回答[73]。同年の毎日新聞社のアンケートで「制裁をより強めるべきだ」と回答[74]。
- 2022年6月7日、政府は経済財政運営の指針「骨太方針」を閣議決定した。NATO加盟国が国防費の目標としている「GDP比2％以上」が例示され、防衛力を5年以内に抜本的に強化する方針が明記された[77]。「防衛費を今後どうしていくべきだと考えるか」との問いに対し、2022年のNHKのアンケートで「ある程度増やすべき」と回答[73]。
- 徴用工訴訟問題や慰安婦問題などをめぐり日韓の対立が続くなか、関係改善についてどう考えるかとの問いに対し、2022年の毎日新聞社のアンケートで「韓国政府がより譲歩すべきだ」と回答[74]。

### ジェンダー
- 選択的夫婦別姓制度の導入について、2022年のNHK、東京新聞のアンケートで「賛成」と回答[73][78]。
- 同性婚を可能とする法改正について、2022年のNHKのアンケートで「賛成」と回答[73]。
- クオータ制の導入について、2022年のNHKのアンケートで「賛成」と回答[73]。

### その他
- アベノミクスについて、2022年の毎日新聞社のアンケートで「評価できず、見直すべきだ」と回答[74]。
- 「原子力発電への依存度を今後どうするべきか」との問題提起に対し、2022年のNHKのアンケートで「下げるべき」と回答[73]。
- 国会議員の被選挙権年齢の引き下げについて、2022年の毎日新聞社のアンケートで「賛成」と回答[74]。
- 「岸田文雄首相の政権運営をどの程度評価するか」との問いに対し、2022年のNHKのアンケートで「あまり評価しない」と回答[73]。
- 「小池百合子都知事の都政運営をどの程度評価するか」との問いに対し、2022年のNHKのアンケートで「あまり評価しない」と回答[73]。
- 「新型コロナウイルスの感染症法上の扱いを結核など2類と同等の現行の対応を維持するべきか、インフルエンザなど5類と同等に緩和するべきか」との問いに対し、2022年の東京新聞のアンケートで「今より緩和すべき」と回答[79]。

## 著書
- 『五体不満足』（1998年、講談社）ISBN 4062091542
  - 五体不満足 CD BOOK（1999年、講談社）ISBN 4069340009
  - 五体不満足（絵は武田美穂）（2000年、講談社青い鳥文庫）ISBN 4061485342
  - 五体不満足 完全版（2001年、講談社文庫）ISBN 4062649802
- 『プレゼント』（画は沢田としき）（2000年、中央法規出版）ISBN 4805819006
- 『乙武レポート』（2000年、講談社）ISBN 4062101378
  - 『乙武レポート 2003年版』（2003年、講談社）ISBN 4062737396
- 『ほんね。 Ototake diary 2000～2001』（2001年、講談社）ISBN 4062108674
- 『W杯戦士×乙武洋匡 フィールド・インタビュー』（2002年、文藝春秋）ISBN 4163583807
- 『残像』（2002年、ネコ・パブリッシング）ISBN 4873663113
- 『しごと。 Ototake diary 2001〜2003』（2003年、文藝春秋）ISBN 4163655204
- 『Flowers』（画はJUNICHI）（2004年、マガジンハウス）ISBN 4838714653
- 『年中無休スタジアム スポーツノンフィクション選』（2004年、講談社）ISBN 4062119323
- 『だから、僕は学校へ行く!』（2007年、講談社）ISBN 9784062136334
- 『大人になるための社会科入門』（2007年、幻冬舎）ISBN 9784344013681
- 『だいじょうぶ3組』（2010年、講談社）のち文庫、青い鳥文庫（絵は宮尾和孝）
- 『オトことば。』（Twitterでのやりとりを纏めたもの）（2011年、文藝春秋）のち文庫
- 『オトタケ先生の３つの授業』（絵は下平けーすけ）（2011年、講談社）
- 『ありがとう3組』（2012年、講談社）
- 『自分を愛する力』（2013年、講談社現代新書）
- 『子どもたちの未来を考えてみた 教育・福祉・スポーツに望むこと』（2014年、PHP研究所）
- 『社会不満足 対談乙武洋匡』（2014年、中央法規出版 ）
- 『車輪の上』（2018年、講談社）
- 『ただいま、日本』（2019年、扶桑社）
- 『四肢奮迅』（2019年、講談社）
- 『ヒゲとナプキン』（原案：杉山文野）（2020年、小学館）

### 共著
- 『65 27歳の決意・92歳の情熱』（日野原重明との対談）（2003年、中央法規出版）（2007年、幻冬舎文庫）ISBN 9784344410183
- 『だからこそできること』（武田双雲との対談）（2012年、主婦の友社）ISBN 9784072825242
- 『初歩的な疑問から答える NPOの教科書』（佐藤大吾との対談）（2015年、日経BP社）

### 翻訳
- 『Zero ゼロ』 - キャサリン・オートシ著（2015年7月7日、講談社）ISBN 4062830906
- 『One ワン』 - キャサリン・オートシ著（2015年7月7日、講談社）ISBN 4062830914

## 出演

### テレビ
- ワイドナショー（フジテレビ）- 不定期出演
- 5時に夢中!（東京メトロポリタンテレビ）- 不定期出演
- サルヂエ（日本テレビ系列）- 不定期出演

2014年11月、僕らの一歩が日本を変える。代表（当時）の青木大和と2014年香港反政府デモを取材に行った際のレポートが放送された。なお、香港を訪れたのは10月である。

### ウェブテレビ
- ABEMA Prime（2018年 - 、AbemaTV・AbemaNewsチャンネル）MC
  - 2018年10月8日 - 2019年3月25日までは月曜コメンテーター。2019年4月5日 - 2020年3月27日までは金曜MC、2020年4月1日から水曜MC）
- 街録ch〜あなたの人生、教えて下さい〜（2021年、YouTube番組）
- 選挙ドットコムチャンネルMC （2019年 -）

### 映画
- だいじょうぶ3組（2013年3月23日公開） - 赤尾慎之介 役

### ミュージックビデオ
- レペゼン地球71stシングル「He is Perfect」

### ラジオ
- ニッポン放送『スポーツドリーム』
- JFN『Seasoning -season your life with music-』（火曜日14時台パートナー）

## ディスコグラフィー

### 参加作品
1. COWPERKING - ミニアルバム『Lost Virgin』（2012年9月13日 自主制作）
メガネロック/新しい歌を唄え/311
2. 16 Voices - シングル『ひとり ひとつ』（2015年10月1日） [83]
3. レペゼン地球 - 71st Single『He is Perfect』